# One Day Remains
Albums de Alter Bridge
Blackbird
(2007)
Singles
1. Open Your Eyes
Sortie : 11 juin 2004
2. Find the Real
Sortie : 10 février 2005
3. Broken Wings
Sortie : 27 juin 2005

One Day Remains est le premier album du groupe de rock américain, Alter Bridge. Il est sorti le 10 août 2004 sur le label Epic Records/Wind-up Records et a été produit par le groupe et Ben Grosse.

## Historique
One Day Remains est sorti le 10 août 2004 sur le label Wind-up Records, filiale de la major Epic Records. Il a été enregistré principalement à Atlanta et à Orlando avec des enregistrements additionnels et un mixage réalisés au studio The Mix Room de Burbank en Californie.
Le choix du producteur, Ben Grosse (Filter, Sevendust), est apparu évident au groupe après avoir entendu le travail de ce dernier sur les albums de Filter.
Cet album est très marqué par une majorité de titres signés par Mark Tremonti, Myles Kennedy ne participant qu'à l'écriture de cinq titres. Le titre "Metalingus" servira à partir de 2004 comme thème d'entrée au catcheur de la WWE, Edge. La chanson "In Loving Memory" est un hommage à la mère de Mark Tremonti, décédée peu avant l'enregistrement de l'album.
Cet album atteindra la 5e place du Billboard 200 et sera certifié disque d'or aux États-Unis.

## Liste des titres
| No  | Titre            | Auteur                        | Durée |
| --- | ---------------- | ----------------------------- | ----- |
| 1.  | Find the Real    | Mark Tremonti / Myles Kennedy | 4:43  |
| 2.  | One Day Remains  | Tremonti / Kennedy            | 4:05  |
| 3.  | Open Your Eyes   | Tremonti / Kennedy            | 4:58  |
| 4.  | Burn It Down     | Tremonti                      | 6:11  |
| 5.  | Metalingus       | Tremonti / Kennedy            | 4:19  |
| 6.  | Broken Wings     | Tremonti                      | 5:06  |
| 7.  | In Loving Memory | Tremonti                      | 5:40  |
| 8.  | Down to My Last  | Tremonti                      | 4:46  |
| 9.  | Watch Your Words | Tremonti                      | 5:25  |
| 10. | Shed My Skin     | Tremonti                      | 5:08  |
| 11. | The End Is Here  | Tremonti / Kennedy            | 4:57  |

## Musiciens
- Mark Tremonti : guitares, chant
- Myles Kennedy : chant
- Scott Phillips : batterie, percussions
- Brian Marshall : basse

## Charts & certification
| Pays             | Durée du classement | Meilleur classement |
| ---------------- | ------------------- | ------------------- |
| Allemagne        | 2 semaines          | 61e                 |
| Australie        | 1 semaine           | 37e                 |
| États-Unis       | 14 semaines         | 5e                  |
| Nouvelle-Zélande | 4 semaines          | 25e                 |
| Pays-Bas         | 2 semaines          | 56e                 |
| Suisse           | 5 semaines          | 54e                 |

| Pays       | Certification | Ventes    | Date       |
| ---------- | ------------- | --------- | ---------- |
| États-Unis | Or            | 500 000 + | 08/11/2004 |

### Charts Singles
| Année | Single          | Chart                  | Position |
| ----- | --------------- | ---------------------- | -------- |
| 2004  | Open Your Eyes, | Hot 100                | 123e     |
| 2004  | Open Your Eyes, | Mainstream Rock Tracks | 2e       |
| 2004  | Open Your Eyes, | Alternative Songs      | 24e      |
| 2004  | Open Your Eyes, | ARIA singles chart     | 49e      |
| 2004  | Find the Real   | Mainstream Rock Tracks | 7e       |
| 2005  | Broken Wings    | Mainstream Rock Tracks | 29e      |